# ギルバート・キャンピオン (初代キャンピオン男爵)
初代キャンピオン男爵ギルバート・フランシス・モントリオウ・キャンピオン（英語: Gilbert Francis Montriou Campion, 1st Baron Campion GCB、1882年5月11日 – 1958年4月6日）は、イギリスの公務員、庶民院書記官（在任：1937年 – 1948年）。1937年から1950年までサー・ギルバート・キャンピオンを称し、1950年にキャンピオン男爵に叙されたが、一代で廃絶した。

## 生涯
公務員ジョン・モントリオウ・キャンピオン（John Montriou Campion）とグレース・ハンナ・アンダーソン（Grace Hannah Anderson、アブラハム・コリス・アンダーソンの娘）の長男として、1882年5月11日に生まれた。ベッドフォード・スクールとオックスフォード大学ハートフォード・カレッジで教育を受けた。第一次世界大戦では1914年から1917年までイギリス陸軍兵站隊の大尉として従軍した。
1921年4月4日、庶民院の書記官第二補佐（Second Clerk Assistant）に任命され、1930年10月28日に書記官補佐（Clerk Assistant）に昇進し、以降1937年まで書記官補佐を務めた。1932年新年叙勲でバス勲章コンパニオンを授与された。1937年7月31日、庶民院書記官に任命された。1938年新年叙勲でバス勲章ナイト・コマンダーを授与された。
1948年国王誕生記念叙勲でバス勲章ナイト・グランド・クロスを授与され、同年に庶民院書記官を引退し、サー・フレデリック・メットカルフが後任となった。1950年国王誕生記念叙勲で「公共奉仕」（public services）を理由として男爵への叙爵が発表され、キャンピオンは連合王国貴族であるサリー州におけるボウズのキャンピオン男爵に叙された。
1958年4月6日に死去、子供がおらず爵位は廃絶した。

## 著作
『アースキン・メイ：議会の法、特権、手続と慣習に関する論』第14版と第15版の編集者を務めた。

## 家族
1920年、ヒルダ・メアリー・スパッフォード（Hilda Mary Spafford、1884年 – ?、ウィリアム・アルフレッド・スパッフォードの娘）と結婚したが、2人の間に子供はいなかった。